# 中文输入法
中文输入法是指为了汉字输入计算机或手机等電子设备而采用的编码方法，是中文信息处理的重要技术。一般可分類作拼音输入法（如：漢語拼音輸入法、注音輸入法、粵拼輸入法、日語假名輸入法）、字形输入法（如：倉頡、大易、五笔、郑码、表形码、九方、行列），以及混合音、形兩者的音形码输入法。
中文输入法是从1980年代發展起来的，中间为几个阶段：单字输入、词语输入、整句输入。对于中文输入法的要求是以单字输入为基础达到全面覆盖；以词语输入为主干达到快速易用；整句输入还处于发展之中。

## 输入原理
从汉字的逻辑构造上看，汉字并不能像英文字母那样被分成少量的元素单位，从而不能进行以文字构造为基本单位的分类归放、处理等。虽然汉字可以分成不同的部首、偏旁等文字基本构件，但是被分成的基本构件数量过多并且基本构件在组成汉字時的位置、方位、朝向都将决定汉字的构成（例如「昌」跟「昍」，「員」跟「唄」，「江」跟「汞」，「忠」跟「忡」）。这大大限制了中文汉字直接以汉字本身的构造进行快速录入速度，根据汉字的构造输入的方法例如有五笔字型输入法、倉頡輸入法和嘸蝦米輸入法。
由于中文汉字的构造特性，汉字的字形输入显得繁琐。这也从而衍生出字音输入法等其它转码输入法。
音转码对汉字的读音要求比较准确，而汉字又是语素文字，字音输入法与汉字输出无直接关联，且汉字同音字、多音字较多，这客观上对字音输入汉字的方法有一定的障碍。即使字音輸入法採用人工智能選字，仍然無法消除字詞的同音錯誤，特別是同音常用字，例如：再—在、那—哪、即—既、需—須、的—地—得等等。過度依賴字音輸入，也會令人更易執筆忘字；而使用字形輸入法要回想字形，使用者對字形印象較牢固。此外，一些字音輸入法為了提高正確率，會收集用戶所輸入的文字，有可能侵犯了用戶的隱私。

## 历史

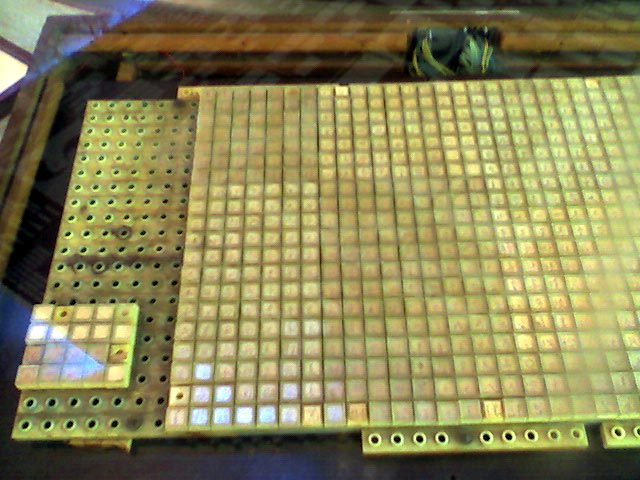
國立交通大學的一套試驗漢字鍵盤。

最初的漢字輸入方案採取特製鍵盤（另見中文打字機），分為大鍵盤和中鍵盤，有數千鍵者稱為大鍵盤，有數百鍵者稱為中鍵盤。大鍵盤每一鍵對應若干個漢字，按下字鍵再按選擇鍵。中國大陸在1987年制訂「汉字整字键盘盘面字排列」國家標準（GB/T 7513-1987，已廢止），規定二千鍵和四千鍵大鍵盤的漢字排列。台灣的交通大學1973年研發「字根鍵盤」，用496個鍵輸入，每鍵代表一個字根，屬於中鍵盤。這些鍵盤既笨拙且不易使用，無法像拼音文字盲打，所以自從1976年倉頡輸入法開創了在標準「小鍵盤」盲打輸入漢字的時代之後，就逐漸被淘汰。
由於汉字数以万计（截至2020年Unicode13.0中便有92,857个字符（广义上是指中日韩统一表意文字）。占到了Unicode13.0中的143,924字符的64.52%），电脑键盘不可能为每一个汉字而造一个按键。因此，人们需要替汉字编输入码（檢索出漢字的代碼），用数个键来输入一个汉字。此外，雖然使用特殊鍵盤輸入，可達每分600字以上的速度，但由於电脑键盘之普及，普通日常使用仍以电脑键盘為主。
中文输入法的发展过程，是“万码奔腾”的过程，在20年间出现了上千种编码方法。汉字的单字输入分为几类：音码、形码、形音码、音形码、无理码等。注意输入法编码，与汉字内码区分，内码以GB 2312-80、GB18030-2005、GBK、Big5、Unicode等内码为基础。
因为使用汉字正简的不同，汉字计算机软件市场经常被分成两个不同的市场：简体字用户（中国大陆）和正体字用户（台港澳）。大陆计算机用户一般都会汉语拼音，所以拼音输入法在大陆很普遍。在臺灣，注音輸入法比較流行，但市場上也有很多其他種類的輸入法，如倉頡、行列，香港等粵語地區也流行粵語拼音輸入法。
随着地理环境交流的发展，中文输入法不断扩充字符集（或包含汉字数），以达到正体字、简体字与生僻字通用的目的。主流形码输入法为了解决字符数扩充导致重码数增加的问题，大都推出了新版字根布局系统（如98五笔、郑码、倉頡輸入法六代等），取码方式及拆字方法没有变化或变化不大。其中字根布局系统为了解决字根过多易产生重码的问题而向字根双编码（如郑码）及用已有字根组合新字根（如仓颉码）两个方向发展；取码方式及拆字方法则希望可以更多取到字形的整体结构而非仅开头部分。

## 简体中文键盘输入法
简体中文输入法大部分可以分为三类：拼音输入法、形码输入法（如：五笔、郑码、表形码）和音形码输入法（如：二笔、自然码）。智能ABC身兼两种输入法既可以纯拼音输入又可以音形码输入，绝大部分的输入法软件都采用上述的汉字编码方法。见中文输入法列表。

### 汉语拼音输入法
汉语拼音输入法是利用汉字的读音（汉语拼音）进行输入的一类汉字输入法。拼音输入法有几种输入方案包括全拼和双拼。市场上有许多用拼音作基础的输入软件。绝大多数中文操作系统均附带汉语拼音输入法，如内置于Windows操作系统中的智能ABC（已停止更新）和微软拼音。此外互联网早期时代还有紫光拼音、拼音加加、拼音之星、智能狂拼、黑马神拼等输入法，在之后由中国互联网公司开发的搜狗拼音、QQ拼音、百度输入法等输入法较为流行。 
其中用于手机的汉语拼音输入法较常见的有：搜狗手机输入法、QQ输入法、点讯输入法（现为百度手机输入法）、讯飞输入法、触宝输入法、同文输入法（页面存档备份，存于）、谷歌拼音输入法、GBoard等。

### 粤语拼音输入法
粤语输入法是一种利用粤语拼音打字的输入法。

### 汉语注音输入法
和注音输入法有关的主要介绍请参见下文「正體中文鍵盤輸入法」章節，但基于注音输入的原生简体中文输入法只有微软新注音2010/2012和Rime输入法。
微软新注音2007启用简体中文模式之后允许以台湾当地的读音标准进行简体中文输入（而不是输入正体之后再走整句转简流程）；

微软新注音2010/2012则会在启用简体中文模式之后直接启用专门的简体中文语料库、使用中国大陆当时的官方读音用字标准直接进行简体中文输入；之后的微软新注音无法使用简体中文模式、且台湾微软官方至今也没有提供公开解决方案。

同期其它产自台湾的注音输入法均采用「先敲正体、再行转简」的相容方案。

Rime输入法由河南人佛振编写、内建基于大千键盘布局的原生简体中文注音输入方案（兼具港标正体中文和台湾正体中文的文字输入模式），

其输入节奏风格采用类似于搜狗拼音输入法的顺序输入方案、也使得大千键盘布局特有的声韵并击的功能无法使用，但这同时也是Rime注音输入方案的优点，Rime的简码拼字注音输入方案是注音输入法中独有的，在很多情况下输入速度会比传统注音输入法快速。

### 五笔字型输入法
五笔字型输入法是王永民在1983年8月发明的一种汉字输入法。
汉字编码的方案很多，但基本依据都是汉字的读音和字形两种属性。五笔字型完全依据笔画和字形特征对汉字进行编码，是典型的“形码”。五笔字型输入法在使用简体中文的地区较广泛，是这些地区最常用的形码输入法。但五笔是專有軟件，1997年王永民專利官司敗訴，才使得五笔的其中一版可以免費使用。

### 郑码输入法
郑码输入法是一套字形输入法，其发明人是中国著名文字学家、《英华大词典》主编郑易里教授及其女兒郑珑。鄭碼設計之初便考量正體、簡體字統一編碼的需要，在使用同一編碼規則情況下，可以輸入10萬以上正體、簡體漢字。
現今大部份作業系統皆附有鄭碼輸入法。它是简体中文使用地區最常见的形碼輸入法之一。为了解决正体字与简体字通用的问题，郑码采用字根双编码方式减少字根重码，因采用按特征检索基根和区码方式以及大多采用标准的偏旁部首记忆量增加不大较为易学。

### 表形码输入法
表形码是由旅居法国的华侨人士陈爱文于80年代发明的中文输入法。

### 二笔输入法
二笔输入法是陈劲松于1992年发明的汉字输入法，分为音形码和全形码两种，其中音形码得到较广泛使用。
二笔输入法将汉字按字形结构分为独体字和合体字；按码长分为一码字（一级简码）、二码字（含简码和全码）、三码字（含简码和全码）和四码字。输入汉字时，第一码取汉字拼音首字母，从第二码起取笔画，每二笔算一码，最多取四码，不足四码应全取，不能取双笔画时就取单笔画。二笔输入法具有规范、易学、快速的特点，也是目前唯一通过中国教育部评审的可以进入中小学教材的汉字输入法。

### 音形码输入法
音形码输入法是编码方式以拼音（通常为拼音首字母或双拼）加上汉字笔画（偏旁或字根）辅助的输入法，因易学、智能且接近形码的少重码体验等特点而受到部分用户的欢迎，较好的平衡了拼音输入法重码多、输入效率低，而形码输入法学习较困难的情况。
代表输入法有超强快码、哲豆音形、现代二笔输入法（音形版）、自然码、拼音之星谭码、小鹤音形和智能ABC等。

## 正體中文鍵盤輸入法

常見的正體中文鍵盤，印有注音、倉頡 和大易碼

正體中文輸入法的歷史可溯及自1976年由朱邦復發明之倉頡輸入法開始。目前正體中文輸入法主要有：屬於字形輸入法的倉頡輸入法、行列輸入法、大易輸入法、嘸蝦米輸入法、部首輸入法、筆劃輸入法，和屬於拼音輸入法的注音輸入法、粵語拼音輸入法等。

### 注音輸入法
注音是採用符號或記號來標注文字的發音方式及語調，亦可稱為音標、標音符號或注音符號。標音符號主要有兩類，一類是以拉丁字母為基礎的標音符號如國際音標、漢語拼音、通用拼音，這一類通常稱為拼音；另一類注音符號是由北洋政府教育部於1918年11月23日所公佈，目前盛行於臺灣，名為「國語注音符號第一式」。
注音輸入法則在此基礎下，藉以利用臺灣注音符號和漢語拼音的注音來達到輸入中文的效果，此輸入法易於使用，只需使用者懂得注音和拼音就可以輸入中文，雖然有高選字率的缺點，仍是最常為一般臺灣人使用的中文輸入法。

#### 介音與聲調併鍵注音輸入法
一種中文注音輸入法。其特徵為將介音及聲調合併輸入，以減少按鍵次數，並且將介音及聲調合併鍵區分為「接鍵」類及「不接鍵」類，以控制按鍵次數及輸入之流程。本發明將「介音及聲調之合併鍵」位置與「聲母」「除介音以外之韻母」之按鍵位置作不重疊與重疊兩種應用。在重疊時以組合鍵或規定合併鍵在第二次按鍵時輸入，區別合併鍵與「聲母」「除介音以外之韻母」之按鍵。

### 倉頡輸入法
倉頡輸入法，是由臺灣人朱邦復於1976年所創製的中文輸入法，最初只有正體中文版本，原名「形意檢字法」，用以解決電腦輸入漢字的問題。1978年由前國防部長蔣緯國將軍重新定名為「倉頡輸入法」。
1982年，朱邦復公開宣布，由於倉頡輸入法應屬於文化資產，決定放棄專利，不收分文，使電腦漢化得到很大的進展。現今大部份作業系統皆附有倉頡輸入法。它是正體中文使用地區最常用的形碼輸入法。倉頡支援中文大字集，包括正簡體字、異體字、古字、日本、韓國、越南漢字，而仍然保持低重碼率，使得倉頡可以盲打，不需頻繁選字。
在香港及澳門， 倉頡與速成是最常用的中文輸入法。香港的文職招聘廣告中經常要求求職者懂得倉頡及（或）速成輸入法。因粵拼、耶魯拼音等粵音輸入系統不普及，且港英時期至兩文三語政策之前較少使用普通話拼音，多数香港人不使用字音輸入，依照字形的倉頡和速成遂成為最常用的中文輸入法。

### 行列輸入法
發明者為臺灣人廖明德，他曾任職發展倚天中文系統的倚天資訊，行列輸入法免費授權給海峽兩岸的中文電腦廠商，附在各系統中，讓使用者可以免費使用。
行列輸入法的設計和其他拆字型輸入法有著很大的不同，像是一種將文字編碼的方法。和早年使用來做為字典索引的四角號碼一樣，行列輸入法也是類似這樣用數字來為中文字編碼。
除了將文字編碼之外功能，行列輸入法還將這個編碼後的數字和鍵盤互相對應，也是這樣的一個對映關係，讓使用者省去背誦字根的力氣。

### 大易輸入法
發明者為臺灣人王贊傑。

### 嘸蝦米輸入法
發明者為臺灣人劉重次，以低重碼率、可輸入文字廣泛著稱的字根式輸入法。嘸蝦米以形音義將英文字母與字根結合，所以只要可以輸入英文的鍵盤皆可使用。

### 自然輸入法
自然輸入法為中央研究院資訊科學研究所特聘研究員許聞廉教授在1990年所發明。

### 漢音輸入法
漢音輸入法是於1985年由松下電器技術開發公司周峻慧開發，是第一個拼音/注音兼具的智慧型輸入法。由於學習容易及變換率高，推出時曾造成相當震撼，當時內建於宏碁與微軟、資策會合作的中文 MS-DOS 3.21 版中。惟當時臺灣市場規模不大，日本松下逐漸縮小開發投資。現已無販售與維護。至今仍有發燒友繼續找出在Windows 7、Windows 10中使用漢音的方法。

### 源自香港

#### 形筆輸入法
將中文字以形象化的字符（形筆字母）來拼砌中文字「見字打字」。

#### 粵語拼音輸入法
利用粵語拼音來輸入漢字。粵語沒有像漢語拼音那樣統一、通行的拼音系統，故輸入法有基於不同拼音方案的系統。

#### 快速倉頡輸入法
快速倉頡輸入法是由香港的一位中學教師麥志洪於1987年開始研發至今的一種「倉頡輸入法」加強版，支援多種作業系統 Linux、 Windows、macOS、Android, iOS ……等等；快速倉頡輸入法在倉頡輸入法的編碼上首先增加了三碼倉頡的編碼（取頭、二和尾碼第一版快速倉頡輸入法）（簡稱快倉一），其基本理念類似於兩碼的「速成輸入法」，只是由兩碼改成三碼，用以減少速成輸入法中過多的重碼。快速倉頡輸入法其後發展中加入了「字根偏旁」減少了重碼，例如骨（月）、目（月月）、米（火火）、車（十十）、糸（女女）……等等。以「頭尾尾」「頭頭尾」和「頭二尾」規則（最多把中文字分為兩部份）簡化了倉頡輸入法的選碼規則而編出最長為三碼四鍵的中文字編碼，與速成相比選字較少因此更快，與倉頡相比則按鍵較少因此也更快。。
近期的版本快倉六是以GPLv3授權發放。人人可以免費（Free、Gratis）取得，並自由（Free、Libre）使用。至今已經包含在各大輸入法程式平台框架中（如：酷倉輸入平台、小小輸入平台、小狼毫中州韻輸入平台等等）它的特點有：採用「一字多碼」的編碼策略、擁有容錯碼、改良標點符號編碼等等。

#### 快碼輸入法
快碼輸入法是由香港的九方科技控股有限公司發明的一種中文字形輸入法，其把漢字歸類為可橫向分割字和不可橫向分割字，然後再按照其輸入漢字的法則把漢字編碼。

#### 九方輸入法
九方輸入法同樣是由香港的九方科技控股有限公司發明的一種中文字形輸入法。其特點是只需要使用鍵盤右方的數字鍵位置，即可輸入漢字。該種輸入法僅使用9個字碼拆字，每個字只需輸入3個字碼即可選擇，被認為是一種簡易快捷的輸入法。

#### 縱橫輸入法
縱橫輸入法是由香港人周忠繼於1993年發明的一種中文字形輸入法。其特點是只需要使用鍵盤右方的0-9數字鍵位置，即可輸入漢字。

#### 六碼筆畫輸入法
六碼筆畫輸入法是由香港城市大學電子工程學系副教授布禮文於2007年開發的「筆畫輸入法」加強版，支持Windows、macOS、Android, iOS；「六碼筆畫」（簡稱G6），它除了支援「全碼」筆畫輸入模式，更提供「六碼」輸入模式，其基本理念與「速成輸入法」類似。 G6＝diGit-6 即六碼的意思，因為這種輸入模式以漢字的5種基本筆畫類型：橫（一）、豎（丨）、撇（丿）、點（丶） 和 折（フ）， 再以「頭三尾三」的選碼規則而編出最長為六碼的漢字碼或詞組碼。
六碼筆畫的主要優點是介面簡潔、易學易用，因為只要懂得漢字筆順及頭三尾三的編碼規則，就能輕鬆輸入中文單字、二字詞、三字詞及多字詞。 六碼鍵盤是經過精心的人機界面設計，無論在柯蒂鍵盤或數字鍵盤都能以最靈活的食指、中指和無名指進行輸入。用戶亦能以 Y 或 / 鍵作六碼及全碼筆畫輸入的轉換，這樣就可以大大提升六碼筆畫的實用性。

#### 十二鍵輸入法
十二鍵輸入法是由香港人鄔瑞光發明的中文字形輸入法，將中文筆畫分成四組共十二種，以十二個鍵表示。此輸入法最與別不同之處，是其完全依托於硬件之上。發明者鄔瑞光設計製造了專屬的輸入鍵盤，包含輸入法使用的按鍵、英文鍵盤以及輸入用的液晶顯示器。用戶只需將此鍵盤插入普通鍵盤接口便可使用，無需安裝軟件，因此用戶不用擔心在其他電腦上沒有安裝此輸入法。此輸入法鍵盤獲得香港中華廠商聯合會1998年頒發香港工業獎機器及設備設計優異證書。

#### 會說普通話的輸入法
會說普通話的輸入法是由香港人李祥於2004年開發的一種打字時，能聽到普通話同步發聲，又能同步顯示帶聲調的漢語拼音的中文輸入法。輸入法幕後程序上的創新達到功能上的突破：實現輸入法用非拼音輸入碼（倉頡、速成、英文等）打詞組時，也能聽到和看到其輕聲、兒化音及變調的效果。既是輸入漢字的工具，又是香港人學習普通話的工具。產品由香港華通電腦顧問有限公司研發和銷售（已於2022年結業）。開源輸入法平台gcin也能提供類似的發音功能。

#### 安氏漢字電腦編號漢字輸入法
安氏漢字電腦編號漢字輸入法是由香港人安子介於1985年發明的中文輸入法。它把漢字分成部首和其餘部分，分別接筆劃規定賦予數字，組成編碼。由於採用了六位數字，故無重碼。

#### 正易全
“正易全”是一个以“正”、“易”和“全”为基本指导思想的笔组型汉字编码输入法。在“正”方面,采用国际标准汉字集ISO10646 CJK, 并以《GB13000.1字符集汉字字序(笔画序)规范》和《信息处理用GB13000.1字符集汉字部件规范》指导编码;在“易”方面,以单双笔笔组和十来个常用部件为码元,按笔顺和音托等简单原则映射到26个英文字母建元上,从而避免了传统的繁复字根-键元对应表;在“全”方面,支持CJK中的所有20902字符,包括简体字、繁体字、日韩字和偏旁部首等,而且可以在不改变编码方案的前提下进一步扩充字集。正易全的单字最大码长为5个字母,平均码长4.315,键选率16.4%。该输入法的笔组-键元设计和取码模式是在对整个CJK字集作了全字编码以后多次试验、统计和优化后确定下来的。

### 源自中国大陆

#### 汉语拼音输入法
1982年，國際標準化組織发出ISO 7098号文件（中文罗马字母拼写法），在国际上采用《汉语拼音方案》（嚴格來說只有普通話拼音，不包含其他漢語族方言）进行中文罗马字母拼写的标准，并在1991年修订通过。因此汉语拼音在国际上使用非常普遍。目前国际上除非有特定的目的（如派驻港澳台地区）才需要学习注音、粤拼、倉頡輸入法等，不然国际上几乎所有的汉字学习者都是首先通过汉语拼音来学习汉字，因此也出现了使用汉语拼音输入法来输入正体字的情况。目前，市面上绝大多数的汉语拼音输入法都内置了正体字输入功能，单击这些输入法状态栏的“正简切换”按钮或在設定中切換為正體模式即可以漢語拼音输入正体字。但目前市面上不少漢語拼音輸入法經常出現正簡轉換錯誤。

#### 五笔字型输入法
目前，很多五笔字型输入法均可以输入正体中文。主要分为两种方式：在支持GBK或Unicode字符集的模式中，可以将正体汉字一样按照五笔的字根进行拆分，如输入「swwi」（木+人+人+末笔为捺杂合型识别码）可打出「來」。另一种方式为打开「正体输入」开关后，按简体拆分可输出对应的正体，如在该模式下，输入go（简体「来」的编码）可打出「來」。

#### 郑码输入法、表形码输入法
郑码输入法和表形码输入法均可支持GBK字符集。因为这两种输入法的字根表中包含了拆分正体字而得的字根，因此它们均可以做到正简通打，而不必打简出正。

## 内嵌輸入法
- VimIM —— Vim 中文輸入法

## 其他输入法
除了上述常见输入法还有些边缘输入法，使用人数不是很多，流行范围较小，但些许功能更加优秀。

### 联想输入法
聯想輸入法是一種以鍵盤輸入區為數字鍵小鍵盤區的輸入法，曾經主要使用於銀行及特殊工作行業內使用過，但現今很少有發現使用。

### 聲韻輸入法
聲韻輸入法用滑鼠輸入中文。先點擊聲母，再點擊韻母；或先點擊韻母，再點擊聲母，就出現全部同聲同韻的字以供選擇。聲母韻母均用近音字提示，不必記憶。近音檢字法和粵音檢字法，是聲韻輸入法的代表。參看外部連結。

### 手写输入
手写输入法是一种对笔迹进行智能识别以选取汉字的输入法，可以辅助输入一些生僻字。主流的汉语拼音输入法可以通过其官方站点获得手写输入法扩展，也有如“开心逍遥笔”之类独立运行的输入法。

### 点点输入法
“鼠标打字·高级版III”是一款為殘疾人和中老年人設計的輸入法，開發者是李经冀和李经硕兄弟。使用者只要用鼠标在屏幕上以第一筆選部首再選字，屏幕上並會出現輔助詞組。由於李氏兄弟很早離世，令輸入法無人維護。後來一名患腦癱只能用腳打字的女作家，因為不能在新電腦上注冊使用此輸入法，在網上求助，喚起公眾關注殘疾人輸入文字的困難。搜狗輸入法團隊接手開發此輸入法，並改名為「点点输入法」。

## 专利与著作权
中文输入法的拆字方法与原则若其符合专利法条件可受到专利权的保护。但是任何人依据同一套拆字方法或原则衍生出的编码表是唯一的、都一模一样，所以此编码表不受著作权法保护。

## 功能及品質
商業化、內建與否

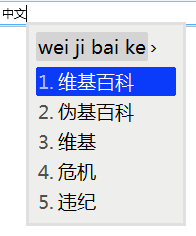
中州韵输入法引擎的Windows发行版——小狼毫输入法的用户界面

通常系統內建的輸入法最方便、最泛用。而需要額外安裝者次之。除下載或攜帶安裝程式的不便以外，有些系統會限制使用者不得安裝軟體。商業化的輸入法除了需要付費，許多地方可能沒有安裝而造成使用不便；更甚有因公司倒閉而使輸入法絕滅，使用者只好重新學習新的輸入法。目前有少量开源输入法，比如中州韵输入法引擎。
易學
通常初學者會考量一個輸入法是否易學，以下是一些影響易學性的變數：
- 字根數目：通常字根數越多，記憶量便增加。
- 編碼的合理性：編碼較合理，能方便記憶，加快學習速度。
- 口訣：有些編碼雖不甚合理，但附有特殊口訣，而容易記憶。
- 取碼規則的繁複與否。

速度
以下是一些影響输入速度的變數：
- 重码率：重碼率越低，免卻選字的疑慮，輸入速度越快。
- 编码长度：編碼越短，輸入時間越低。但另一方面，編碼長度太短，又會增加重碼率。因此好的輸入法須取得平衡。
- 簡碼：簡碼可大幅增加常用字的輸入速度，但必須額外背誦。因此是否要背簡碼、簡碼是否好背，也是考量要點。

容錯性
以下是一些影響容错性的案例：
- 有些輸入法可一字多拆，避免一些字型由於主觀認知上的差異而拆不出的困擾。
- 有些輸入法支援模糊輸入，如＊、？，如此一來，不會拆字時，便可用模糊的輸入方式拆出。

符號輸入
標點符號在中文文章中相當重要，因此標點符號是否容易輸入也至關緊要。
有些輸入法除常用標點符號以外，尚可輸入較少用的符號，如注音、希臘符號、數學符號、等等。
自由性
有些輸入法可自定編碼或自定詞庫，以词定字、以句定词、优化词库，增加靈活性。輸入法的學習、記憶功能亦會影響到輸入速率及體驗，故不少輸入法都有动态字频、动态词频。
字庫大小
一些輸入法只針對常用字編碼，導致生僻字不是無法輸入，就是難以輸入。
人工智慧
无论音碼、形碼、形音碼、音形碼、無理碼输入法在出现重码时期望可以通过人工智慧辅助选字。这方面音碼因为重码较多，比较迫切，因此做得较好；相比下形碼因为重码较少，支持人工智慧选字的形码输入法较少，有較大發展空間。

## 外部連結

### 中文输入法
- 速打粵語拼音輸入法
- 开心逍遥笔
- Rime输入法（页面存档备份，存于）

### 新闻
- 中文輸入法世界（页面存档备份，存于）

### 線上中文輸入系统
- 網上中文輸入法（页面存档备份，存于）
- 近音檢字法（页面存档备份，存于）
- 粵音檢字法（页面存档备份，存于）（繁體中文）
- 六碼筆畫輸入法（页面存档备份，存于） （繁體中文）
- InputKing（页面存档备份，存于）
- Online Chinese IME（简单易用的基于全拼输入法的線上中文输入系统，字词库近6万）
- 百度在线输入法
- 在线试用 Google 输入工具（页面存档备份，存于）（支持在线输入简体中文及繁体中文）
Google 输入工具（页面存档备份，存于）（Google Chrome在线输入扩展）
- Universal Text Input（含中文在线输入功能）
- 網．蝦米 Hyper Liu , 2008-01-30
- 網．蝦米 Hyper Liu - 行易有限公司
- 華語web ime（页面存档备份，存于）（繁體中文）

### 指南
- 如何在英文WINDOWS下输入中文？（页面存档备份，存于）
- 基于浏览器的不用安装的中文输入平台（页面存档备份，存于）
- 聪明打字 2011[永久]

### 应用商店提供的中文输入法
- Google Play （页面存档备份，存于）